# 乙酸酯

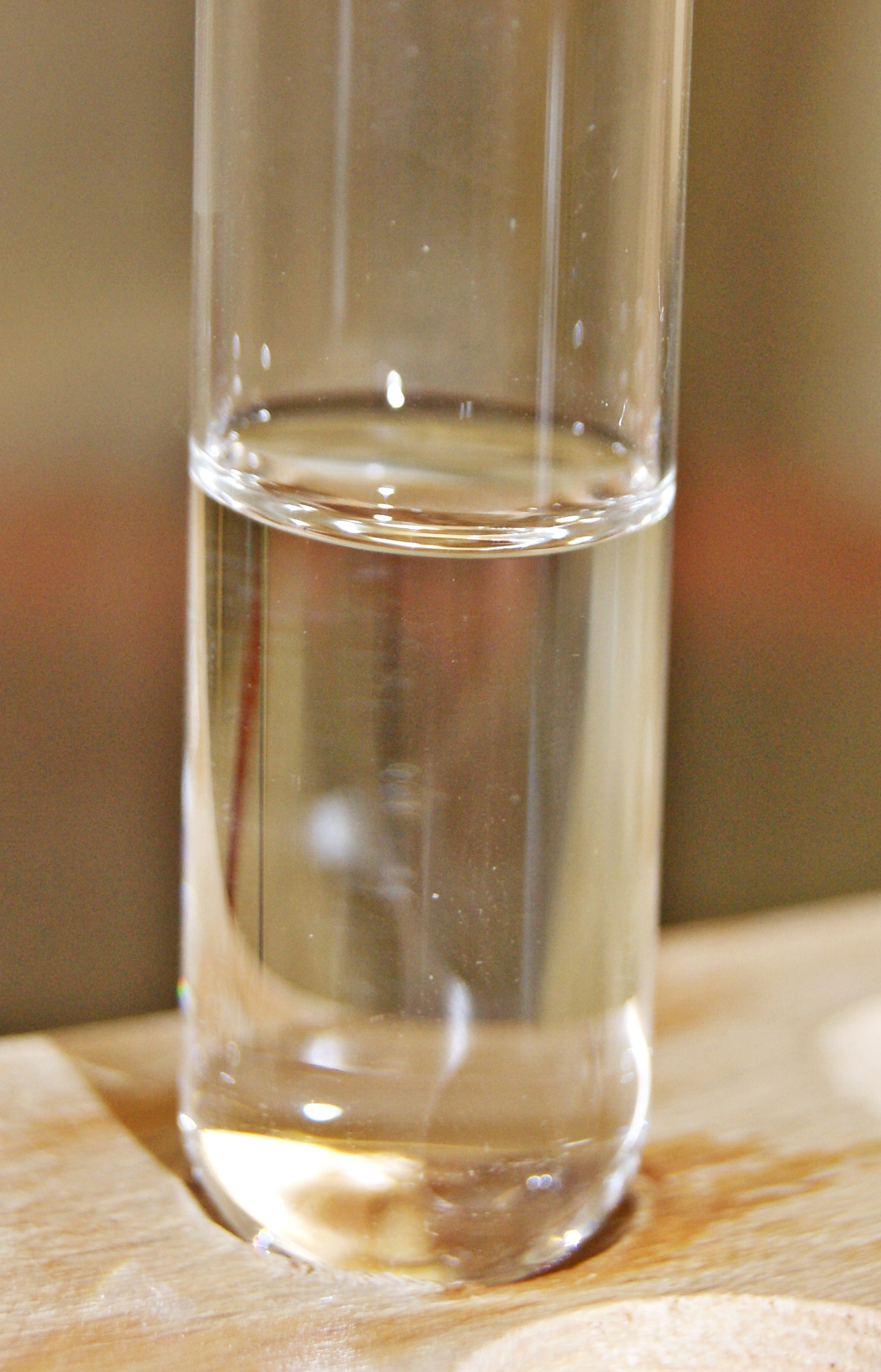
乙酸酯都是无色的液体，图为乙酸乙酯。

乙酸酯（又称醋酸酯）是乙酸和羟基化合物（如醇）反应形成的酯。常见的乙酸酯有乙酸甲酯、乙酸乙酯、乙酸异戊酯等。

## 制备
乙酸酯可由乙酸和相应的醇在催化剂存在的情况下反应得到。传统的催化剂为硫酸，后来人们还开发出了一些对环境更加友好的催化剂，如改性的沸石分子筛、固体杂多酸等。

## 性质
由于酯化反应是可逆的，乙酸酯在H+或OH−的存在下可以水解，如：
CH3COOCH2CH2CH3 + NaOH → CH3COONa + CH3CH2CH2OH